# جبل راشمور
جبل راشمور (بالإنجليزية: Mount Rushmore)‏ هو نصب تذكاري لأوجه أربع رؤساء أمريكيين منحوت في الجرانيت بارتفاع 60 قدما (18 م). الرؤساء هم جورج واشنطن، توماس جيفرسون، ثيودور روزفلت وأبراهام لينكون. يقع الجبل بالقرب من كيستون (بالإنجليزية: Keystone)‏ بولاية داكوتا الجنوبية الأمريكية. أشرف على أعمال النحت قتزن بورغلم (بالإنجليزية: Gutzon Borglum)‏ وابنه لينكولن بورغلم (بالإنجليزية: Lincoln Borglum)‏.
النصب التذكاري يغطي مساحة 1,278.45 فدان (5.17 كم مربع)، ويقع على ارتفاع 5725 قدم (1745 متر) فوق مستوى سطح البحر. يزور التمثال أكثر من مليوني زائر كل سنة.
ترجع فكرة نحت أوجه المشاهير في منطقة بلاك هيلز من ولاية داكوتا الجنوبية للمؤرخ دون روبنسون (بالإنجليزية: Doane Robinson)‏ الذي اقترحها من أجل تشجيع السياحة في المنطقة. وكانت فكرة روبنسون الأولية أن يتم نحت منطقة الإبر ولكن بورغلم رفض موقع الإبر واختار جبل رشمور، أكبر جبال المنطقة. بورغلم قرر أيضا أن يكون التركيز أكثر وطنية، واختار الرؤساء الأربعة الذين سيتم نحت صورهم على الجبل
بعد تأمين التمويل الاتحادي، بدأت أعمال البناء في عام 1927، واستكملت أوجه الرؤساء بين عامي 1934 و1939. بعد وفاة بورغلم في مارس 1941، تولى ابنه لينكولن البناء. على الرغم من أن الفكرة الأولية دعت إلى أن يصور كل رئيس من الرأس حتى الخصر، لكن نقص التمويل أجبر على إيقاف البناء في نهاية أكتوبر 1941.
أصبحت إدارة المتنزهات الوطنية مسؤولة عن النصب التذكاري في عام 1933، وهو لا يزال قيد الإنشاء، ولا تزال تديره حتى هذا الوقت.

## تاريخ
معروف أصلا لاكوتا سوز وستة الأجداد، أعيدت تسمية الجبل بعد تشارلز إي رشمور، وهو محام بارز في نيويورك، خلال رحلة استكشافية في عام 1885.) في البداية، واضطلع مشروع نحت رشمور لزيادة السياحة في بلاك هيلز المنطقة من ولاية ساوث داكوتا. بعد مفاوضات امتدت لوفدا من الكونغرس والرئيس كالفن كوليدج، تلقى المشروع الحصول على موافقة الكونغرس. وبدأ الحفر في عام 1927، وانتهت في عام 1941 مع بعض الإصابات والوفيات رقم (4)
كما ستة الأجداد، وكان الجبل جزءا من الطريق الذي اكوتا الزعيم الأسود الأيل أخذت في رحلة روحية التي بلغت ذروتها في قمة هارنى. بعد سلسلة من الحملات العسكرية 1876-1877، اكدت الولايات المتحدة السيطرة على المنطقة، وهو الزعم الذي لا يزال المتنازع عليها على أساس معاهدة 1868 من فورت لارامي (انظر القسم «الجدل» أدناه). بين المستوطنين البيض الأمريكي، كان يعرف ذروة مختلفة كما كوغار الجبال، Sugarloaf الجبل، الجبل المسلخ، والمنحدرات كيستون. وكان اسمه من جبل رشمور خلال حملة تنقيب من قبل رشمور، ديفيد Swanzey (زوجته كاري كانت شقيقة الكاتب لورا [إينغلس ايلدر)، وبيل شاليس.
تصور مؤرخ Doane روبنسون فكرة عن جبل رشمور في عام 1923 للترويج للسياحة في ولاية ساوث داكوتا. في عام 1924، أقنع روبنسون النحات Gutzon Borglum للسفر إلى منطقة التلال السوداء للتأكد من أن نحت يمكن أن يتحقق. شاركت Borglum في النحت نحت النصب التذكاري الكونفدرالية، نصب تذكاري النحت الغائر واسعة لقادة الكونفدرالية على جبال الحجر في جورجيا، ولكن كان في خلاف مع المسؤولين هناك. [8] الخطة الأصلية كان لأداء المنحوتات في أعمدة من الجرانيت معروف كما الإبر. إلا أنه أدرك أن الإبر Borglum تآكل ورقيقة جدا لدعم النحت. وقال انه اختار جبل رشمور، وهو افخم الموقع، ويرجع ذلك جزئيا إلى انها تواجه جنوب شرق البلاد والتي تتمتع أقصى قدر من التعرض لأشعة الشمس. وقال Borglum عند رؤية جبل رشمور «اميركا سوف آذار / مارس على هذا الأفق.») أذن الكونغرس جبل رشمور الوطنية التذكاري لجنة 3 مارس 1925. كوليدج الرئيس اصر على ان جنبا إلى جنب مع واشنطن، وهما الجمهوري والديمقراطي للمرء أن يكون صورت
منحوت العمال بين 4 أكتوبر 1927، و31 أكتوبر 1941، و 400 Borglum Gutzon الهائلة 60 قدما (18 مترا) المنحوتات من رؤساء الولايات المتحدة جورج واشنطن وتوماس جيفرسون وتيودور روزفلت، وابراهام لنكولن لتمثيل أول 150 سنة من التاريخ الاميركي. وقد تم اختيار هذه الرؤساء من قبل Borglum بسبب دورها في الحفاظ على الجمهورية وتوسيع نطاق أراضيها. صورة توماس جيفرسون كان من المفترض ان تظهر في المنطقة في حق واشنطن، ولكن بعد العمل هناك بدأت و، غادر تم العثور على صخرة غير مناسب، لذلك تم عمل بالديناميت على الرقم جيفرسون، وكان ينحت شخصية جديدة إلى واشنطن.
في عام 1933، تولى الحديقة الوطنية خدمة جبل رشمور يخضع لولايتها القضائية. ساعد المهندس جوليان Spotts مع المشروع من خلال تحسين بنيتها التحتية. على سبيل المثال، انه الترام ترقيتها حتى تتمكن من الوصول إلى قمة جبل رشمور للتخفيف من العمال. قبل 4 يوليو 1934، قد أنجز مواجهة واشنطن وكانت مخصصة. وخصص وجه توماس جيفرسون في عام 1936، ووجه ابراهام لينكولن وخصص يوم 17 سبتمبر 1937. في عام 1937، تم طرح مشروع قانون في الكونغرس لإضافة رأس الحقوق المدنية انتوني زعيم باء سوزان، ولكن صدر المتسابق على مشروع قانون الاعتمادات التي تتطلب أن يتم استخدام الاموال الاتحادية فقط للانتهاء من تلك الرؤوس التي سبق أن بدأت في الوقت وفي عام 1939، كانت قد خصصت لمواجهة تيودور روزفلت.
النحات في استوديو عرض نماذج فريدة من نوعها الجص والأدوات ذات الصلة لبناء النحت، وكان في عام 1939 تحت إشراف Borglum. توفي Borglum من الانسداد مارس 1941. استمر ابنه، لينكولن Borglum، المشروع. وكان في الأصل، كان مقررا أن يتم حفر الأرقام من الرأس حتى الخصر، ولكن عدم كفاية التمويل أجبر نحت لهذه الغاية. Borglum المقرر أيضا لوحة كبيرة في شكل شراء لويزيانا في الاحتفال قدم ثمانية طويل القامة رسائل مذهب إعلان الاستقلال، الدستور الأميركي، لويزيانا شراء واقتناء سبعة أقاليم أخرى من ألاسكاإلى ولاية تكساس إلى منطقة قناة بنما.
توفي لم العمال وتكلفة المشروع بأكمله 989,992.32 دولار أمريكي. ومن الجدير بالذكر لمشروع بهذا الحجم، وأثناء الحفر.
يوم 15 أكتوبر 1966، وقد تم إدراج جبل رشمور على السجل الوطني للأماكن التاريخية. وضعت مقال من الطالب نبراسكا Burkett اندرو وليام، اختار هو الفائز للمجموعة في سن الجامعة في عام 1934، على السطح المعمد على لوحة نحاسية في عام 1973. وفي عام 1991، الرئيس جورج بوش الأب مخصصة رسميا جبل رشمور.
في وادي وراء وجوه منحوتة هي الغرفة، وقطع أكثر من 100 قدما (21 مترا) في الصخور، ويحتوي على 16 لوحات قبو مع المينا الخزف. لوحات تتضمن نص إعلان الاستقلال والدستور، السير الذاتية لكل من رؤساء أربع وBorglum، وتاريخ الولايات المتحدة تم إنشاء غرفة كما مدخله إلى المخطط «قاعة الوثائق»، وكان مثبتا في قبو في عام 1998 [16]
عشر سنوات من العمل توجت إعادة التطوير مع استكمال مرافق واسعة والأرصفة زائر في عام 1998، مثل مركز الزوار، ومتحف لينكولن Borglum، وتريل الرئاسي. الحفاظ على النصب التذكاري يتطلب سنويا من متسلقي الجبال لرصد وختم الشقوق. لم يتم تنظيفها وإزالة نصب تذكاري لالأشنات. وقد تم تنظيف مرة واحدة فقط. في 8 يوليو 2005، كارشر اتش، وهي الصانع الألماني لتنظيف الآلات وإجراء عملية تنظيف الخطوط، ويستخدم في غسل الماء المضغوط أكثر من 200 درجة فهرنهايت (93 مئوية).

## وصفه
تشكّل الهضاب السوداء في جنوب داكوتا الوجه الخلفي لجبل راشمور الذي أنجز فيه أعظم عمل نحت في العالم. ويبلغ طول الوجوه التي نحتت على ارتفاع 500 قدما، 60 قدما حيث تطل من بين اشجار الصنوبر وخشب البتولا.

## قصة بنائه

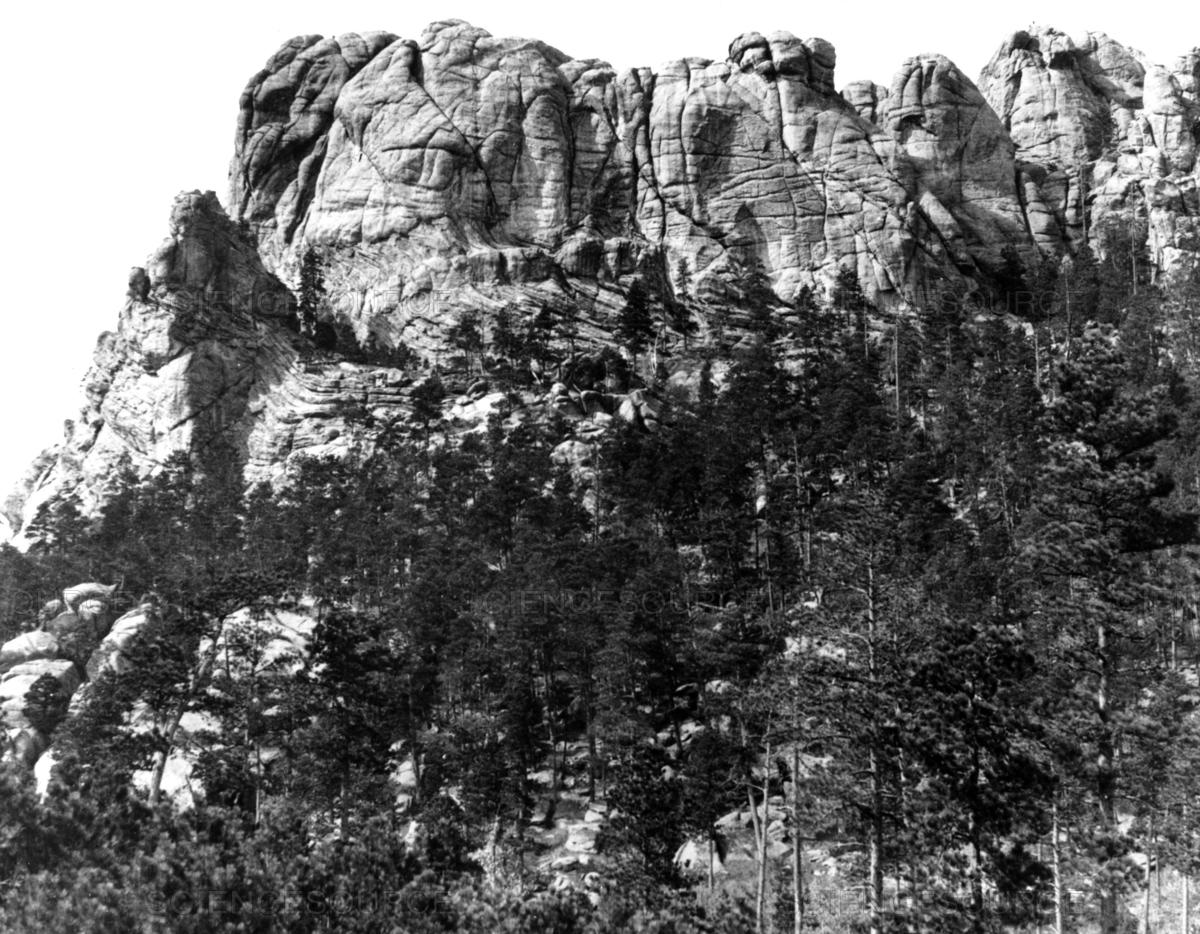
صورة لجبل رشمور قبل بدء البناء النصب التذكاري.

تم تصميم النصب على يد النحات الأميركي غوتزن بورغلوم، وكان مهتما بإنتاج الفن الأميركي، ومن أعماله المعروفة رأس لنكولن في واشنطن العاصمة وتمثال الجنرال شيريدان، والحواري الإثني عشر (تلاميد السيد المسيح) في كنيسة سانت جون في مدينة نيويورك.
وبدأ النحات غوتزن بورغلوم بالحفر على جبل يبلغ ارتفاعه 6 آلاف قدم و200 قدم في عام 1927 واستغرق إنجاز العمل 14 عاما وكلف مليون دولار وان أصبحت قيمته اليوم لا تقدر بثمن.
كان إجمالي التكاليف أقل من مليون دولار وقد دفعت الحكومة الفدرالية 84 بالمئة من هذا المبلغ، وجاء الباقي من تبرعات خاصة.
وتم إنجاز وجه واشنطن في عام 1930 وبعد ذلك وجه جفرسون في عام 1936 ثم وجه لينكون في عام 1937 تلاه وجه روزفلت في عام 1939.
ولم يكن امام النحاتين من وسيلة لاتمام عملهم غير ازالة الحجارة حيث لم يسمح لهم باستخدام أي مواد غيرها لتشكيل الوجوه واستخدام (بورجلام) الديناميت للتخلص من قطع الجرانيت الحجرية
الكبيرة، وبعد نحت الصخور على شكل بيضاوي بدأ النحاتون بالعمل ونحتوا وجوه الرؤساء الأربعة بحرفية عالية.
واستعمل النحاتون المحافر الآلية للحصول على معالم الوجه بالإضافة إلى استخدام الإزميل للتخلص من الزوائد الحجرية ثم استخدموا المطرقة الهوائية للتوصل إلى سطح أبيض واملس.

## مقالات ذات صلة
- قائمة النصب التذكارية الوطنية في الولايات المتحدة الأمريكية